# Mattfeldia
Mattfeldia là một chi thực vật có hoa trong họ Cúc (Asteraceae).

## Loài
Chi Mattfeldia gồm các loài: